# 迈尔斯·贝尔维尔
迈尔斯·贝尔维尔（英語：Miles Bellville，1909年4月28日—1980年10月27日），英国男子帆船运动员。他曾代表英国参加1936年夏季奥林匹克运动会帆船比赛，联同克里斯托弗·博德曼、拉塞尔·哈默、查尔斯·利夫和伦纳德·马丁获得6米级金牌。